# 2210 Лоїс
2210 Лоїс (2210 Lois) — астероїд головного поясу, відкритий 24 вересня 1960 року.
Тіссеранів параметр щодо Юпітера — 3,486.